# Павоне-Канавезе

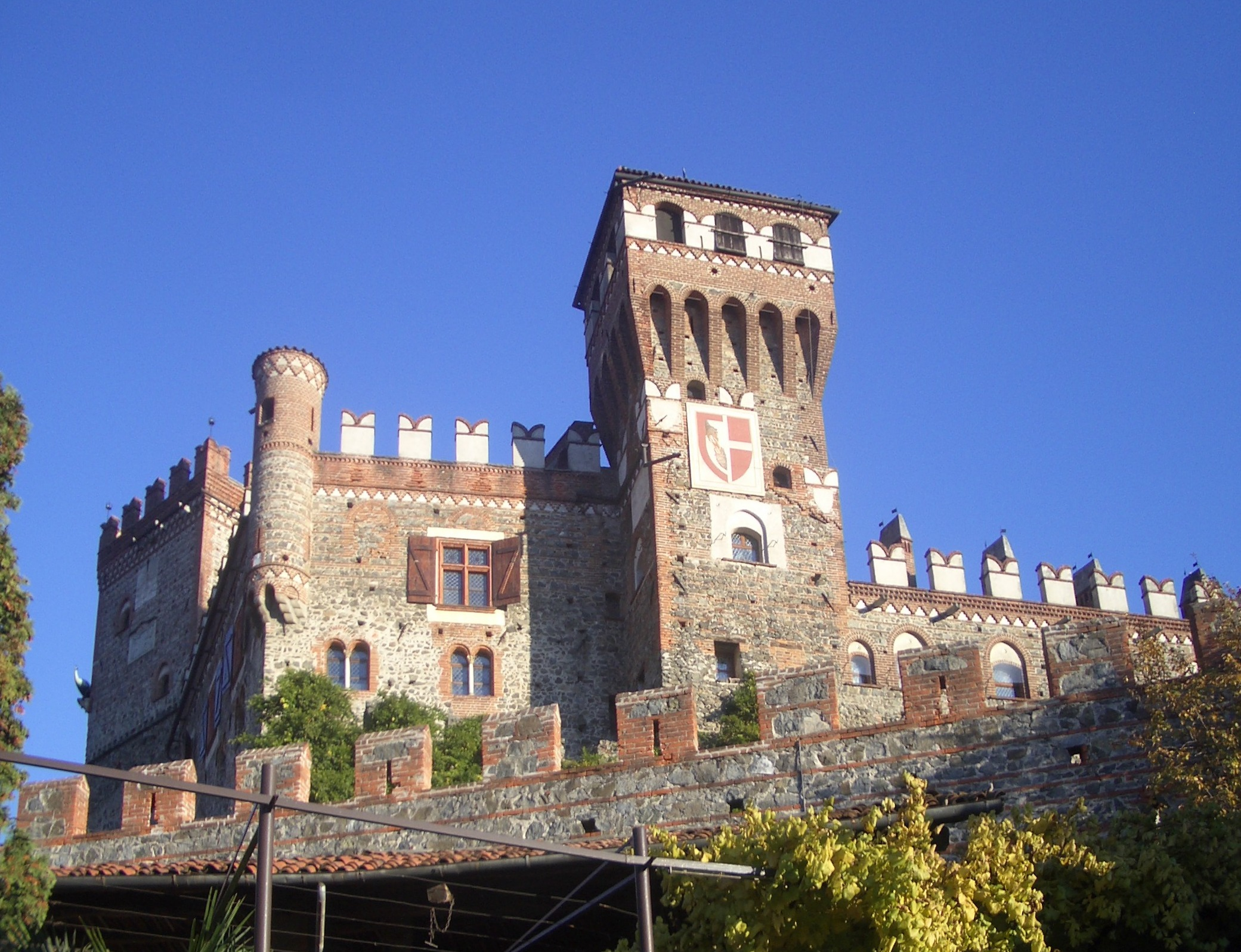
Старинный замок Павоне-Канавезе, IX—X в.

Павоне-Канавезе (итал. Pavone Canavese) — коммуна в Италии, располагается в регионе Пьемонт, в провинции Турин.
Население составляет 3781 человек (2008 г.), плотность населения составляет 344 чел./км². Занимает площадь 11 км². Почтовый индекс — 10018. Телефонный код — 0125.
Покровителем коммуны почитается святой апостол Андрей, празднование 30 ноября.

## Демография
Динамика населения:

## Администрация коммуны
- Официальный сайт: http://www.comune.pavone.to.it

## Галерея

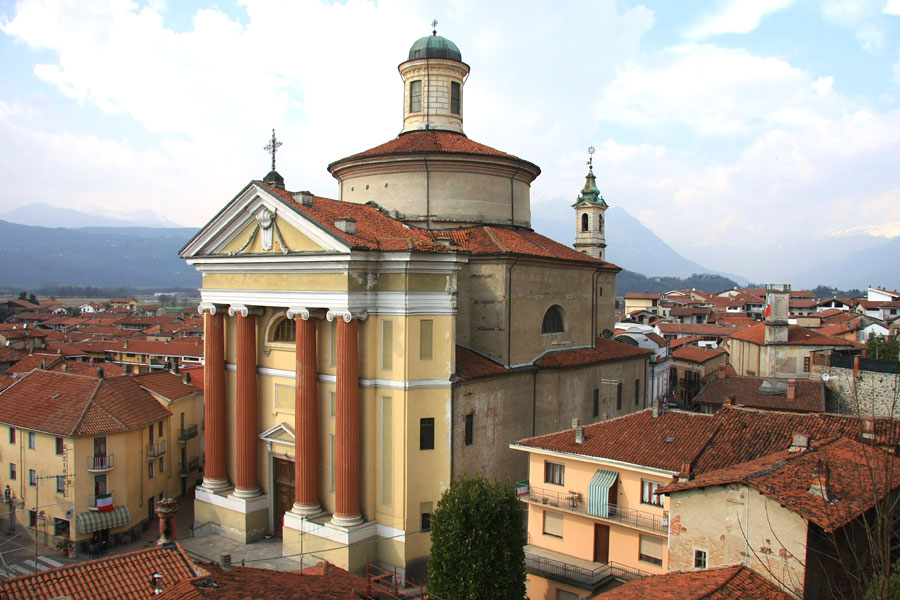
Veduta con la parrocchiale di Sant'Andrea
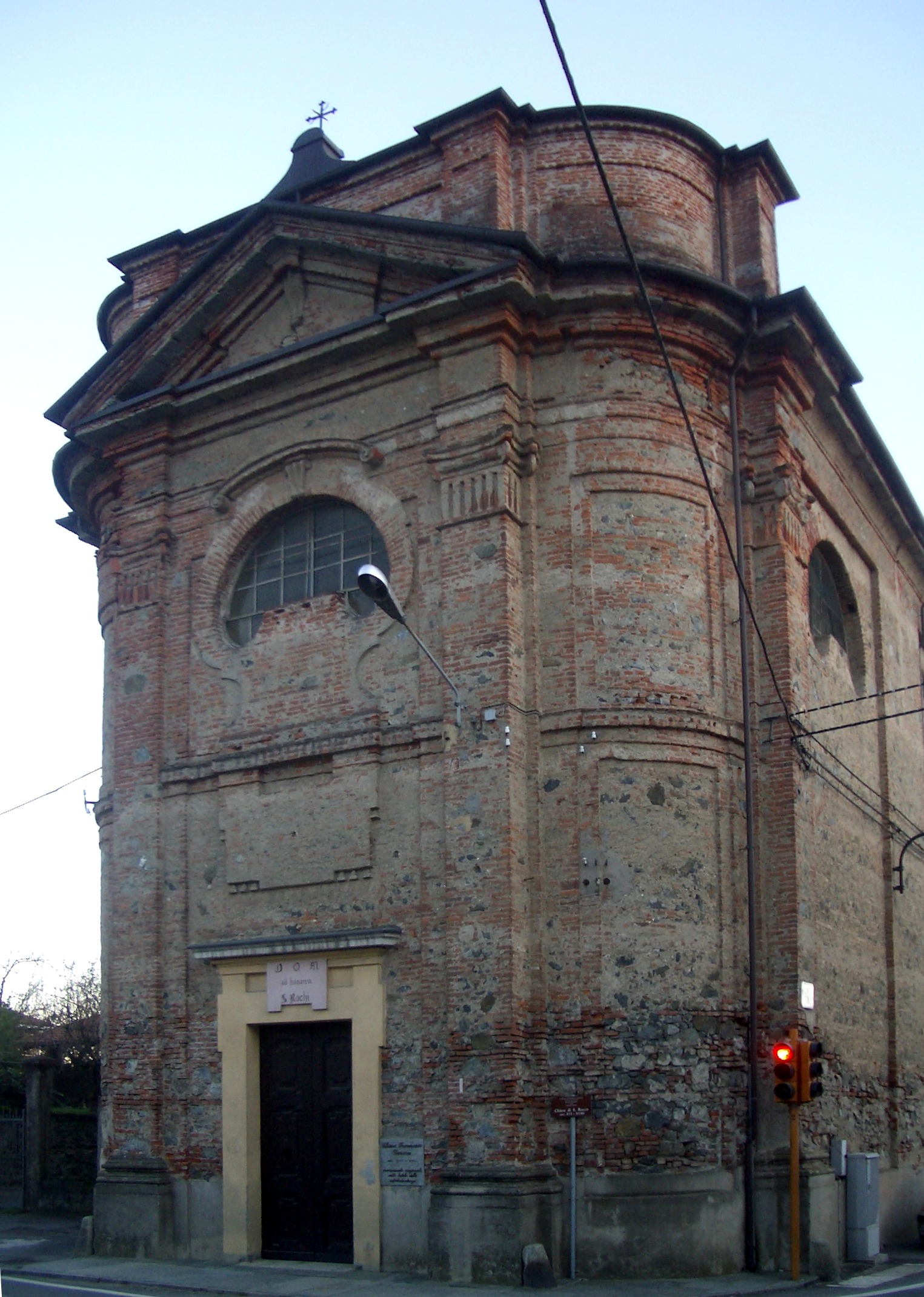
Chiesa di San Rocco, monumento nazionale
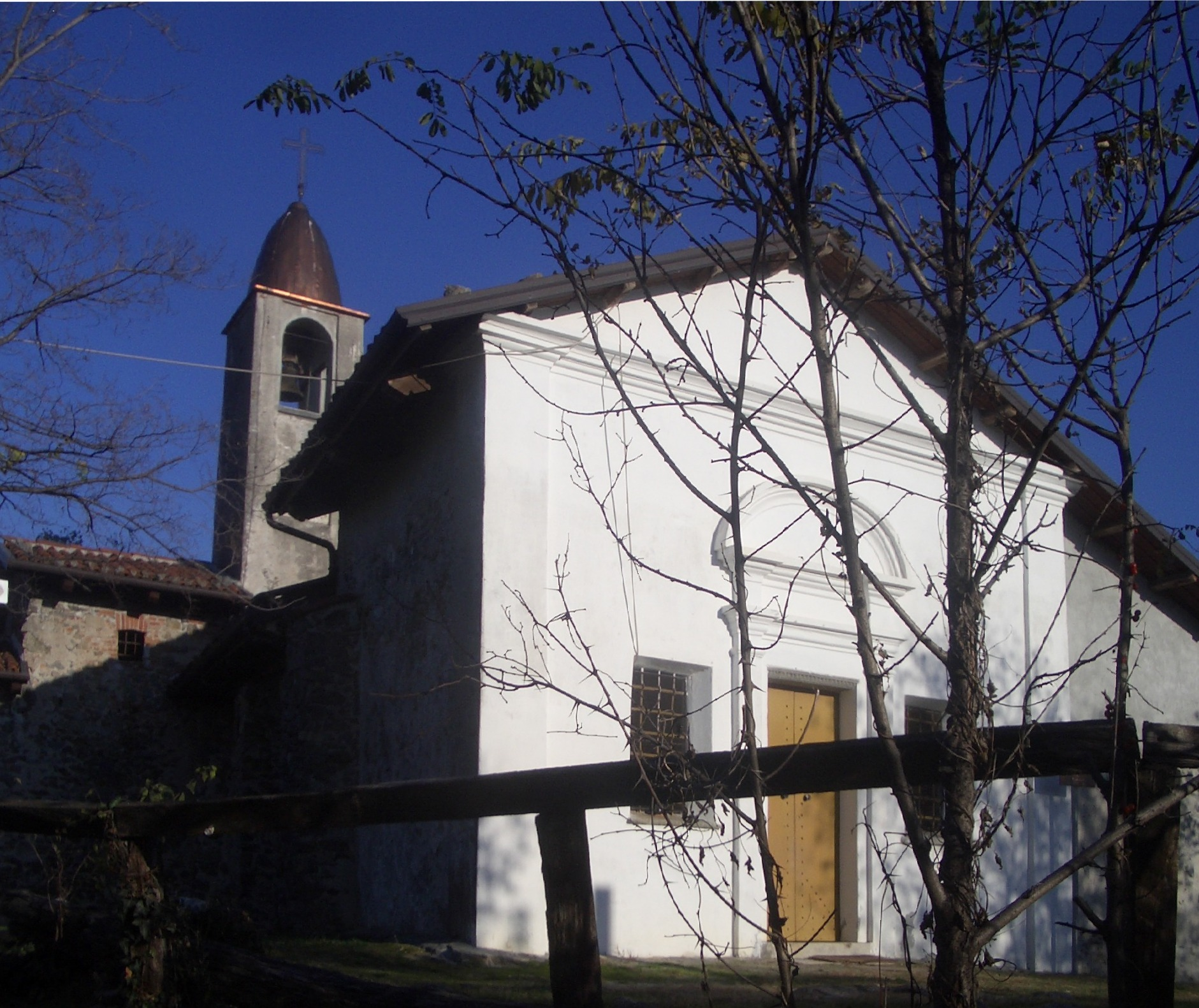
Chiesetta campestre di San Grato
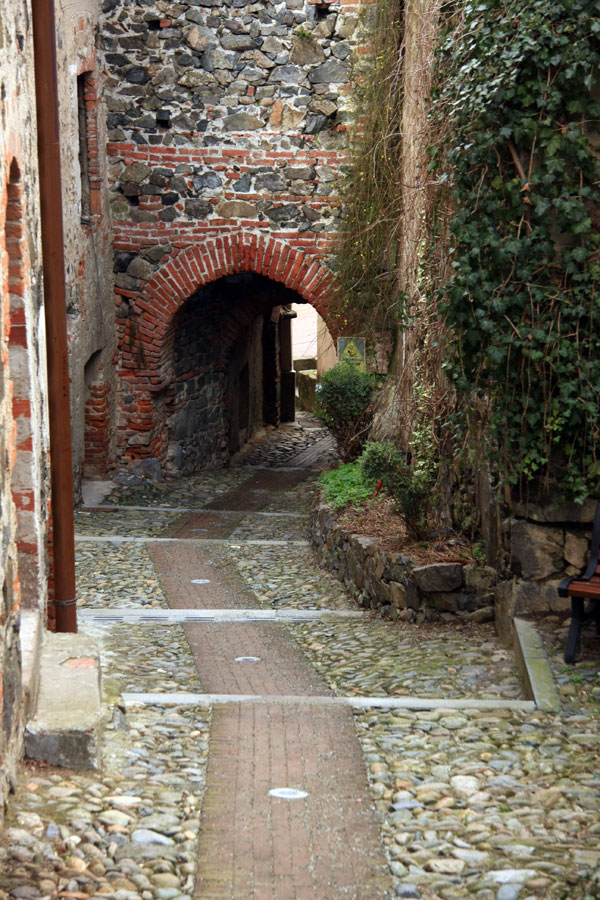
Uno degli accessi al ricetto
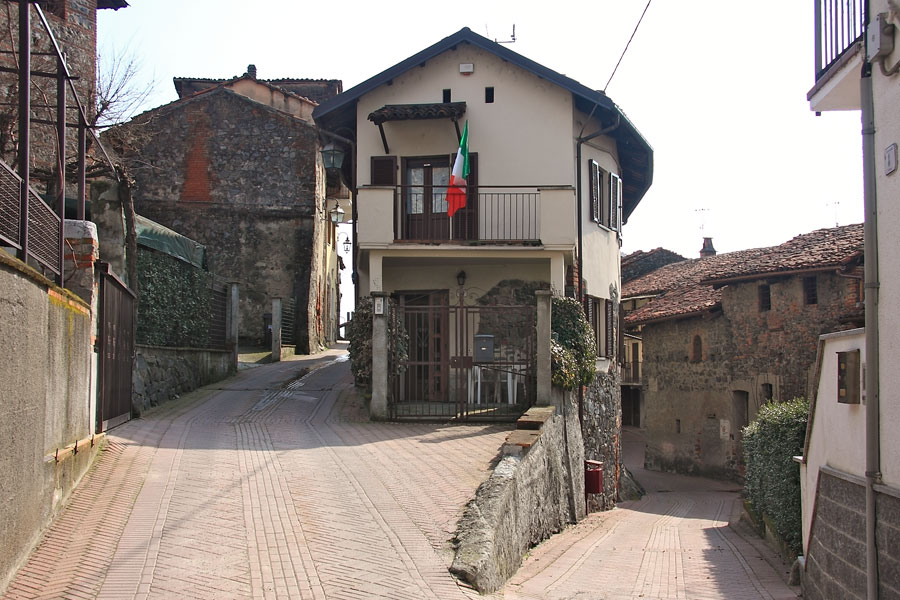
Scorcio del ricetto
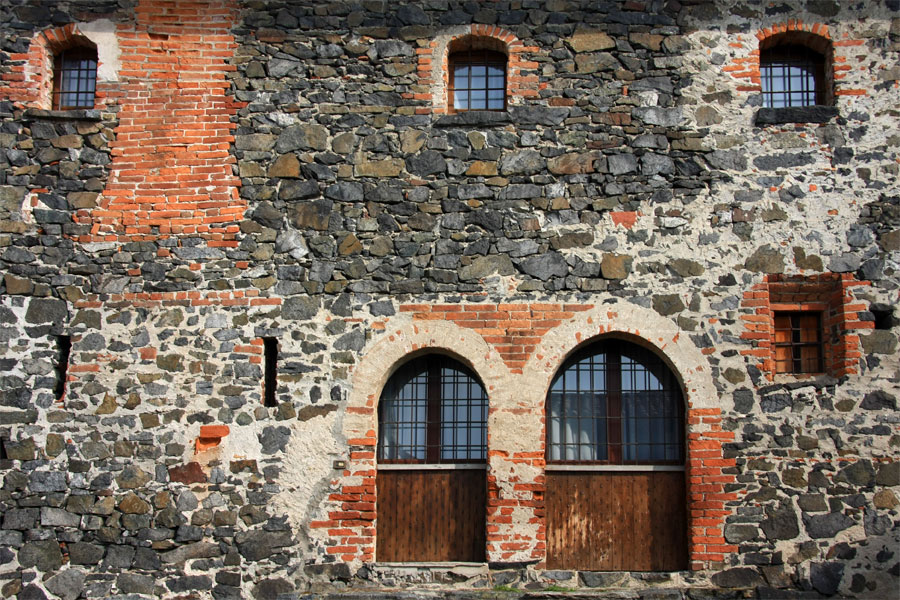
Strutture del ricetto
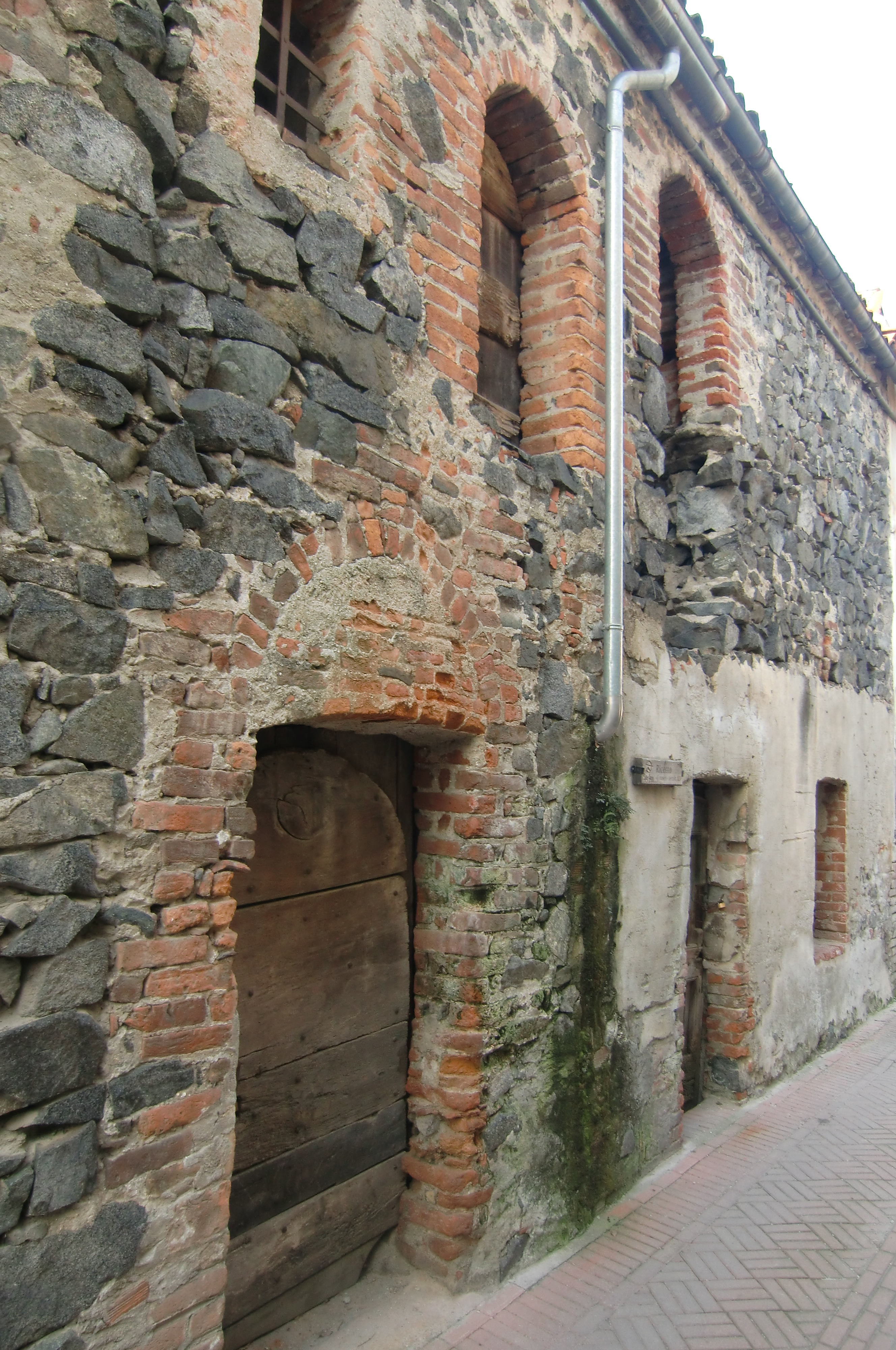
Vecchia casa nel ricetto